# Kweilingia divina
Kweilingia divina är en svampart som först beskrevs av Hans Sydow, och fick sitt nu gällande namn av Buriticá 1998. Kweilingia divina ingår i släktet Kweilingia och familjen Phakopsoraceae.   Inga underarter finns listade i Catalogue of Life.